# Honduras-Fruchtvampir

Verbreitungsgebiet des Honduras-Fruchtvampirs

Der Honduras-Fruchtvampir (Artibeus inopinatus) ist ein in Mittelamerika verbreitetes Fledertier in der Familie der Blattnasen. Die Art ist eng mit dem Haarigen Fruchtvampir (Artibeus hirsutus) verwandt.

## Merkmale
Dieser Fruchtvampir ist innerhalb der Untergattung Artibeus eine der kleineren Arten. Mit einer Unterarmlänge von etwa 52 mm und einem Gewicht von 24,7 bis 36 g ist sie auch kleiner als der Haarige Fruchtvampir. Beim Honduras-Fruchtvampir ist die Schwanzflughaut gut behaart, jedoch nicht so stark, wie beim Haarigen Fruchtvampir. Beide Arten unterscheiden sich zudem im verschiedenen Schädelproportionen. Die Zahnformel lautet I 2/2, C 1/1, P 2/2, M 3/3, was 32 Zähne im Gebiss ergibt. Bei wenigen Individuen fehlt der dritte Molar in den Seiten des Oberkiefers.
Erwachsene Exemplare sind schwanzlos und etwa 72 mm lang. Sie haben 14 bis 15 mm lange Hinterfüße und ungefähr 18 mm lange Ohren. Oberseits kommt hellgraues Fell vor und die Unterseite ist etwas heller.

## Verbreitung und Lebensweise
Diese Fledermaus kommt in El Salvador, im Süden von Honduras und im Nordwesten von Nicaragua vor. Sie lebt im Flachland und in Gebirgen bis 1100 Meter Höhe. Als Habitat dienen laubabwerfende Wälder, Buschflächen mit dornigen Sträuchern, Savannen und Obstplantagen. Das Revier wird mit Peters-Sackflügelfledermaus und dem Silberspitzen-Mausohr geteilt.
Kleine Gruppen mit einem Männchen und bis zu acht Weibchen ruhen in von Menschen nicht genutzten Gebäuden. Sie fliegen oft über Wasserläufen. Aufgefundene Weibchen hatten im Juli aktive Zitzen und Funde von Jungtieren sind aus dem August bekannt, was vermuten lässt, dass die Geburten im Juni und Juli stattfinden.

## Gefährdung
Der Bestand ist durch Umwandlung der Wälder in Ackerflächen und durch Brandrodungen bedroht. Zur Populationsgröße dieser seltenen Fledermaus liegen keine Angaben vor. Die IUCN listet den Honduras-Fruchtvampir mit unzureichende Datenlage (data deficient).